# Country-Musik 1976
Die Liste bietet eine Übersicht über das Jahr 1976 im Genre Country-Musik.

## Top Hits des Jahres

### Nummer-1-Hits
- 31. Januar – This Time I've Hurt Her More Than She Loves Me – Conway Twitty
- 7. Februar – Sometimes – Bill Anderson und Mary Lou Turner
- 14. Februar – The White Knight – Cledus Maggard & the Citizen's Band
- 21. Februar – Good Hearted Woman – Waylon Jennings und Willie Nelson
- 13. März – The Roots of My Raising – Merle Haggard and the Strangers
- 20. März – Faster Horses (The Cowboy and the Poet) – Tom T. Hall
- 27. März – Til the Rivers All Run Dry – Don Williams
- 3. April – You'll Lose a Good Thing – Freddy Fender
- 10. April – Til I Can Make it On My Own – Tammy Wynette
- 17. April – Drinkin' My Baby (Off My Mind) – Eddie Rabbitt
- 24. April – Together Again – Emmylou Harris
- 1. Mai – Don't the Girls All Get Prettier at Closing Time – Mickey Gilley
- 8. Mai – My Eyes Can Only See As Far as You – Charley Pride
- 15. Mai – What Goes On When the Sun Goes Down – Ronnie Milsap
- 22. Mai – After All the Good is Gone – Conway Twitty
- 29. Mai – One Piece at a Time – Johnny Cash
- 12. Juni – I'll Get Over You – Crystal Gayle
- 19. Juni – El Paso City – Marty Robbins
- 3. Juli – All These Things – Joe Stampley
- 10. Juli – The Door is Always Open – Dave & Sugar
- 17. Juli – Teddy Bear – Red Sovine
- 7. August – Golden Ring – George Jones und Tammy Wynette
- 14. August – Say it Again – Don Williams
- 21. August – Bring it on Home to Me – Mickey Gilley
- 28. August – I'm a Stand by Your Woman Man – Ronnie Milsap
- 11. September – I Don't Want to Have to Marry You – Jim Ed Brown und Helen Cornelius
- 25. September – If You've Got the Money I've Got the Time – Willie Nelson
- 2. Oktober – Here's Some Love – Tanya Tucker
- 9. Oktober – The Games That Daddies Play – Conway Twitty
- 16. Oktober – You and Me – Tammy Wynette
- 30. Oktober – Among My Souvenirs – Marty Robbins
- 6. November – Cherokee Maiden – Merle Haggard and the Strangers
- 13. November – Somebody Somewhere (Don't Know What He's Missin' Tonight) – Loretta Lynn
- 27. November – Good Woman Blues – Mel Tillis
- 11. Dezember – Thinkin' of a Rendezvous – Johnny Duncan
- 25. Dezember – Sweet Dreams (Of You) – Emmylou Harris

### Weitere große Hits
- 9,999,999 Tears – Dickey Lee
- After the Storm – Wynn Stewart
- Afternoon Delight – Johnny Carver
- All I Can Do – Dolly Parton
- Amazing Grace (Used to be Her Favorite Song) – Amazing Rhythm Aces
- Angels, Roses and Rain – Dickey Lee
- The Blind Man in the Bleachers – Kenny Starr
- Broken Lady – Larry Gatlin
- Can't You See – Waylon Jennings
- Come On Over – Olivia Newton-John
- Don't Believe My Heart Can Stand Another You – Tanya Tucker
- Don't Pull Your Love/Then You Can Tell Me Goodbye (Medley) – Glen Campbell
- Don't Stop Believin – Olivia Newton-John
- The End is Not in Sight (The Cowboy Song) – Amazing Rhythm Aces
- Fly Away – John Denver
- God Bless America Again – Conway Twitty and Loretta Lynn
- Hank Williams You Wrote My Life – Moe Bandy
- Her Name Is ... – George Jones
- Hillbilly Heart – Johnny Rodriguez
- Home Made Love – Tom Bresh
- I Couldn't Be Me Without You – Johnny Rodriguez
- I Wonder if I Ever Said Goodbye – Johnny Rodriguez
- I'll Be Your San Antonio Rose – Dottsy
- I'm Gonna Love You – Dave & Sugar
- If I Had To Do it All Over Again – Roy Clark
- I.O.U. – Jimmy Dean
- Is Forever Longer Than Always – Porter Wagoner und Dolly Parton
- Just in Case – Ronnie Milsap
- Laura (What's He Got That I Ain't Got) – Kenny Rogers
- Let Your Love Flow – Bellamy Brothers
- The Letter – Conway Twitty and Loretta Lynn
- Livin' it Down – Freddy Fender
- Lonely Teardrops – Narvel Felts
- Love Lifted Me – Kenny Rogers
- Love Revival – Mel Tillis
- Me and Ole C.B. – Dave Dudley
- Mental Revenge – Mel Tillis and the Statesiders
- Misty Blue – Billie Jo Spears
- One of These Days – Emmylou Harris
- Queen of the Silver Dollar – Dave & Sugar
- Remember Me (When the Candlelights are Gleaming) – Willie Nelson
- Save All Your Kisses For Me – Margo Smith
- Show Me a Man – T.G. Sheppard
- Somebody Loves You – Crystal Gayle
- Standing Room Only – Barbara Mandrell
- Stranger – Johnny Duncan
- Suspicious Minds – Waylon Jennings und Jessi Colter
- Thank Got I've Got You – Statler Brothers
- That's What Made Me Love You – Bill Anderson
- ('Til) I Kissed You – Connie Smith
- Tracks of My Tears – Linda Ronstadt
- Vaya Con Dios – Freddy Fender
- Walk Softly – Billy "Crash" Craddock
- What I've Got in Mind – Billie Jo Spears
- The Winner – Bobby Bare
- You Could Know as Much About a Stranger – Gene Watson
- You Rubbed it In All Wrong – Billy "Crash" Craddock
- You've Got Me to Hold On To – Tanya Tucker

## Alben (Auswahl)
- Alone Again – George Jones
- Their Greatest Hits: 1971–1975 – The Eagles
- Till I Can Make it on My Own – Tammy Wynette
- Wanted! The Outlaws – Waylon Jennings, Willie Nelson, Tompall Glaser und Jessi Colter

## Geboren
- 09. Januar – Hayes Carll
- 17. März – Keifer Thompson
- 26. Mai – Brenn Hill
- 04. Juni – Kasey Chambers
- 18. Juni – Blake Shelton
- 17. Juli – Luke Bryan
- 26. November – Joe Nichols

## Gestorben
- 28. Januar – Charles Ray „Skeeter“ Clayton Willis[1]

## Neue Mitglieder der Hall of Fames

### Country Music Hall of Fame
- Paul Cohen
- Kitty Wells

### Nashville Songwriters Hall of Fame
- Carl Belew
- Dallas Frazier
- John D. Loudermilk
- Moon Mullican
- Curly Putman[2]

## Bedeutende Auszeichnungen

### Grammy Awards
- Best Female Country Vocal Performance – Linda Ronstadt – I Can't Help It (If I'm Still in Love With You)
- Best Male Country Vocal Performance – Willie Nelson – Blue Eyes Crying in the Rain
- Best Country Performance By A Duo Or Group – Rita Coolidge und Kris Kristofferson – Lover Please
- Best Country Instrumental Performance – Chet Atkins – The Entertainer
- Best Country Song – (Hey Won't You Play) Another Somebody Done Somebody Wrong Song, Larry Butler, Chips Moman (Songwriters) und B.J. Thomas (Performer)[3]

### Academy of Country Music
- Entertainer Of The Year – Loretta Lynn
- Song Of The Year – Rhinestone Cowboy – Glen Campbell – Larry Weiss
- Single Of The Year – Rhinestone Cowboy – Glen Campbell
- Album Of The Year – Feelings – Loretta Lynn Conway Twitty
- Top Male Vocalist – Conway Twitty
- Top Female Vocalist – Loretta Lynn
- Top Vocal Duo – Conway Twitty und Loretta Lynn
- Top New Male Vocalist – Freddy Fender
- Top New Female Vocalist – Crystal Gayle

### Country Music Association
- Entertainer of the Year – Mel Tillis
- Male Vocalist of the Year – Ronnie Milsap
- Female Vocalist of the Year – Dolly Parton
- Instrumental Group of the Year – Roy Clark & Buck Trent
- Vocal Group of the Year – Statler Brothers
- Vocal Duo of the Year – Waylon Jennings & Willie Nelson
- Single of the Year – Good Hearted Woman – Waylon Jennings & Willie Nelson
- Song of the Year – Rhinestone Cowboy – Larry Weiss
- Album of the Year – Wanted! The Outlaws – Waylon Jennings, Willie Nelson, Tompall Glaser, und Jessi Colter
- Instrumentalist of the Year – Hargus „Pig“ Robbins

### American Music Awards
- Favorite Country Male Artist – John Denver
- Favorite Country Female Artist – Olivia Newton-John
- Favorite Country Band/Duo/Group – Donny & Marie Osmond
- Favorite Country Album – Back Home Again – John Denver
- Favorite Country Song – Rhinestone Cowboy – Glen Campbell